# Belgen
Met Belgen (Frans: Belges; Duits: Belgier) worden in het hedendaags taalgebruik meestal de inwoners aangeduid van het land België, dat in 1830 met de Belgische Revolutie werd opgericht. 

## Voor de onafhankelijkheid van België
'Belgae' is de naam die de Romeinen gaven aan de Keltische en Germaanse bewoners van het huidige België en de aangrenzende gebieden, door hen Belgica genoemd. Na de Grote Volksverhuizing werd nagenoeg de hele Keltische bevolking vermengd met de nieuwe Germaanse bevolking en verviel de oude Romeinse cultuur; alleen in Wallonië hield de Gallo-Romeinse levenswijze nog stand. Hoewel de kerkprovincie Reims (met o.a. de ondergeschikte bisdommen Doornik en Kamerijk) in Rome ook onder de Latijnse naam Belgica bekend bleef, kwam het begrip Belgen eeuwenlang niet meer voor.
De bewoners van Belgica werden vervolgens geregeerd door de Franken (Merovingen en Karolingen). Door het feodaal stelsel vielen deze rijken uiteen in onafhankelijke graafschappen, zoals het graafschap Vlaanderen, het hertogdom Brabant en het graafschap Loon, dat later behoorde tot het prinsbisdom Luik, oorspronkelijk een deel van Germania Inferior. Door huwelijks- en veroveringspolitiek kwamen de graafschappen in de handen van de Bourgondische hertogen en de Spaanse Habsburgers. Nadien volgden de Oostenrijkse Habsburgers, een Franse annexatie en een hereniging met Nederland.
In de periode hiervoor behoorde ook een deel van Nederland (aan de noordkant begrensd door de Rijn) tot Belgica en een groot aantal Nederlanders werd toen dus ook Belgae genoemd. Later heette de Republiek der Zeven Verenigde Nederlanden in het Latijn dan ook Belgica Foederata, letterlijk de Belgische Federatie.
Eind achttiende eeuw duikt de benaming 'Belgen' opnieuw op: de Verenigde Nederlandse Staten, die worden uitgeroepen na de Brabantse Omwenteling, worden in het Frans les États belgiques unis genoemd. Ook in de napoleontische tijd werd het woord België gebruikt, nu om het gebied van de Zuidelijke Nederlanden aan te duiden waar de bevolking katholiek was en Frans, Waals of een Nederlands dialect sprak.

### Onafhankelijk België
In 1830 scheidden de Belgen zich af van het Verenigd Koninkrijk der Nederlanden om een nieuwe, onafhankelijke staat te gaan vormen, die dan de naam 'België' kreeg.
De Belgen vallen grofweg op te delen in twee bevolkingsgroepen: de Nederlandstalige Vlamingen (naar het vroegere graafschap Vlaanderen, dat echter slechts een deel van het huidige Vlaanderen besloeg) en de Franstalige Walen (naar het Germaanse woord Walh of Weleas, waarmee de Germanen in de oudheid Keltische en Romaanse bevolkingsgroepen aanduidden). Brussel groeide uit tot een tweetalige stad dankzij de gestage verfransing. Het bestaan van Belgen als volk is zo al vaak ter discussie gesteld. Het bekendste citaat hieromtrent is van de Waalse socialist Jules Destrée, die in 1912 aan koning Albert I meldde: "Il y a des Flamands et des Wallons. Il n' y a pas de Belges." ("Er zijn Vlamingen en Walen. Er zijn geen Belgen"). Hij was echter één uitzondering vergeten: een bekend gezegde is namelijk dat de koning de enige overgebleven Belg is. Ook de Duitstalige Belgen worden weleens aangeduid met de term 'de laatste Belgen', omdat zij als laatste aan het land werden toegevoegd (in 1919) en noch tot de Vlaamse Gemeenschap, noch tot de Waalse behoren. Veel Belgen voelen zich echter Vlaming en Belg, of Waal en Belg.

### Selectie beroemde Belgen (na 1830)
| - Arno (Arnaud Hintjens) - Leo Baekeland - Peter Benoit - Jacques Brel - Jozef Cardijn - Raymond Ceulemans - Albert Claude - Hugo Claus - Kim Clijsters - Hendrik Conscience - Adolf Daens - Pater Damiaan (Jozef De Veuster) - Étienne Davignon - Christian de Duve - Anne Teresa De Keersmaeker - Frank De Winne - James Ensor - César Franck - André Franquin - Dirk Frimout - Paul Geerts - Eric Gerets - Guido Gezelle - Justine Henin - Hergé (Georges Remi) - Philippe Herreweghe - Jacky Ickx - Paul Janssen - Henri La Fontaine - Georges Lemaître | - Maurice Maeterlinck - René Magritte - Eddy Merckx - Amélie Nothomb - Paul Otlet - Peyo (Pierre Culliford) - Jean-Marie Pfaff - Peter Piot - Hercule Poirot (personage van Agatha Christie) - Ilya Prigogine - Anne Provoost - Axelle Red - Albrecht Rodenbach - Jacques Rogge - Adolphe Sax - Victor Servranckx - Georges Simenon - Paul-Henri Spaak - Toots Thielemans - Urbanus (Urbain Servranckx) - Jean-Claude Van Damme - Gella Vandecaveye - Willy Vandersteen - Jos Van Immerseel - Paul Van Nevel - Dries Van Noten - Marc Van Ranst - Herman Van Rompuy - Gerard Walschap - Ulla Werbrouck |